# Brooks Koepka
Brooks Koepka, né le 3 mai 1990 à West Palm Beach, est un golfeur professionnel américain évoluant sur le PGA Tour. En 2017, il remporte son premier tournoi majeur, l'US Open, titre qu'il conserve lors de l'édition suivante avant de s’imposer devant Tiger Woods lors du championnat de la PGA la même année. Deuxième du Masters 2019, il conserve son titre du championnat de la PGA et devient numéro un mondial.

## Biographie
Un des grands oncles de Brooks Koepka est Dick Groat, joueur par excellence de la Ligue majeure de baseball avec les Pirates de Pittsburgh en 1960.
Brooks Koepka fait ses débuts dans le golf professionnel sur le Challenge Tour en 2012. Grâce à ses quatre victoires, il obtient son droit d'entrée au circuit européen lors de la fin de saison 2013. Il y remporte le Turkish Airlines Open en novembre 2014, terminant huitième de la Race to Dubai, classement des gains, lors de cette saison. Il obtient ainsi le titre de meilleur débutant de l'année du circuit européen. Lors de cette même saison, il termine quatrième de l'US Open, obtenant ainsi sa carte pour la saison 2015 du PGA Tour.
Il remporte son premier tournoi sur le circuit américain en février 2015 lors du Waste Management Phoenix Open.
Il obtient sa qualification automatique pour la Ryder Cup 2016. Lors de celle-ci, il remporte avec Brandt Snedeker le seul point gagné par l'équipe américaine lors de la session de quatre balles meilleure balle de la première journée. Le lendemain, toujours associé à Snedeker, il remporte un nouveau point, face à la paire Stenson/Fitzpatrick, puis s'incline avec Dustin Johnson face à McIlroy/Pieters. Il remporte son troisième point sur quatre possibles en s'imposant lors de la session des simples face à Daniel Willett. Les États-Unis s'imposent sur le score de 17 à 11.
Lors de l'US Open 2017 à Erin Hills, il réalise un score de moins 16, devançant de quatre coups Brian Harman et Hideki Matsuyama pour remporter son premier Majeur. Lors de l'Open Britannique, il termine à 8 coups du vainqueur, Jordan Spieth, partageant la sixième place. Il partage ensuite la 13e place lors du Championnat de la PGA remporté par Justin Thomas. Fin septembre, il dispute pour la première fois la Presidents Cup,  l'équipe américaine l'emportant sur le score de 19 à 11. Son bilan sur cette édition est de deux points, deux victoires et une défaite.

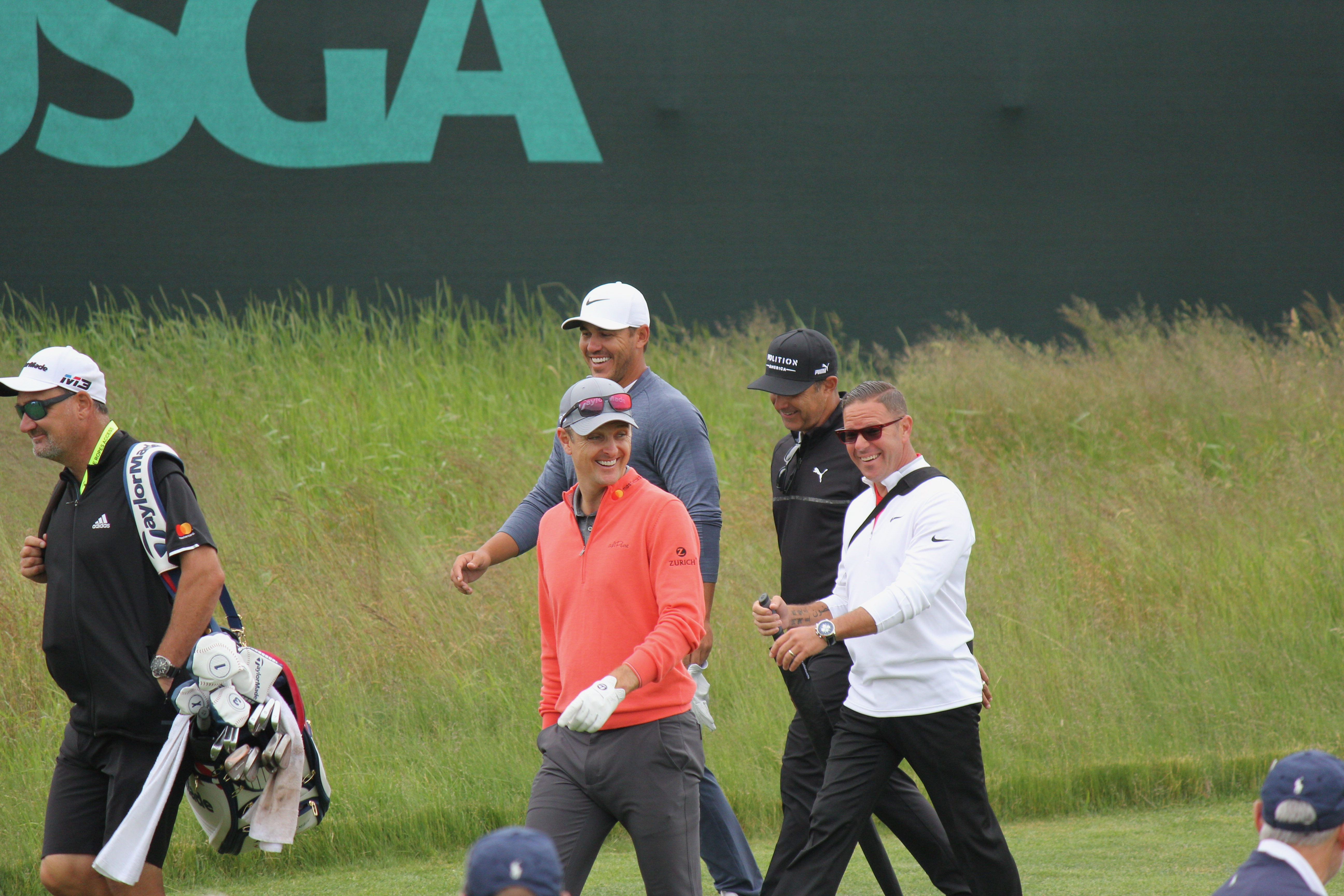
Koepka lors de l'US Open 2018.

Il l'emporte de nouveau lors de l'US Open 2018 en s'imposant avec un score de plus 1 sur l'exigeant parcours de Shinnecock Hills, devenant le premier depuis Curtis Strange et son doublé en 1988-1989 à conserver son titre. il est le septième golfeur à réaliser ce doublé à l'US Open après Willie Anderson, trois titres consécutifs de 1903 à 1905, John McDermott en 1911-1912, Bobby Jones en 1929-1930, Ralph Guldahl en 1937-1938, Ben Hogan en 1950-1951 et Curtis Strange.
Deux mois plus tard, à l'occasion du championnat de la PGA (PGA Championship) disputé sur le parcours du Bellerive Country Club près de Saint-Louis, il est de nouveau en position de pouvoir gagner un majeur, troisième victoire possible en six départs sur un majeur. Koepka est en tête au terme du troisième tour, devançant l'Australien Adam Scott de deux coups, et de trois Rickie Fowler, Jon Rahm et Gary Woodland. Il remporte le titre en devançant de deux coups Tiger Woods.
Brooks Koepka figure dans les huit joueurs américains qualifiés automatiquement pour la Ryder Cup 2018 disputée au Golf national de Saint-Quentin-en-Yvelines, en France. Lors de cette compétition, il dispute quatre rencontres, remportant le quatre balles meilleure balle du premier jour, associé à Tony Finau, puis s'inclinant avec ce même partenaire lors des quatre balles du lendemain et du foursomes, associé avec Dustin Johnson. Il partage la partie avec Paul Casey lors des simples, l'équipe américaine s'inclinant finalement sur le score de 17½ à 10½.

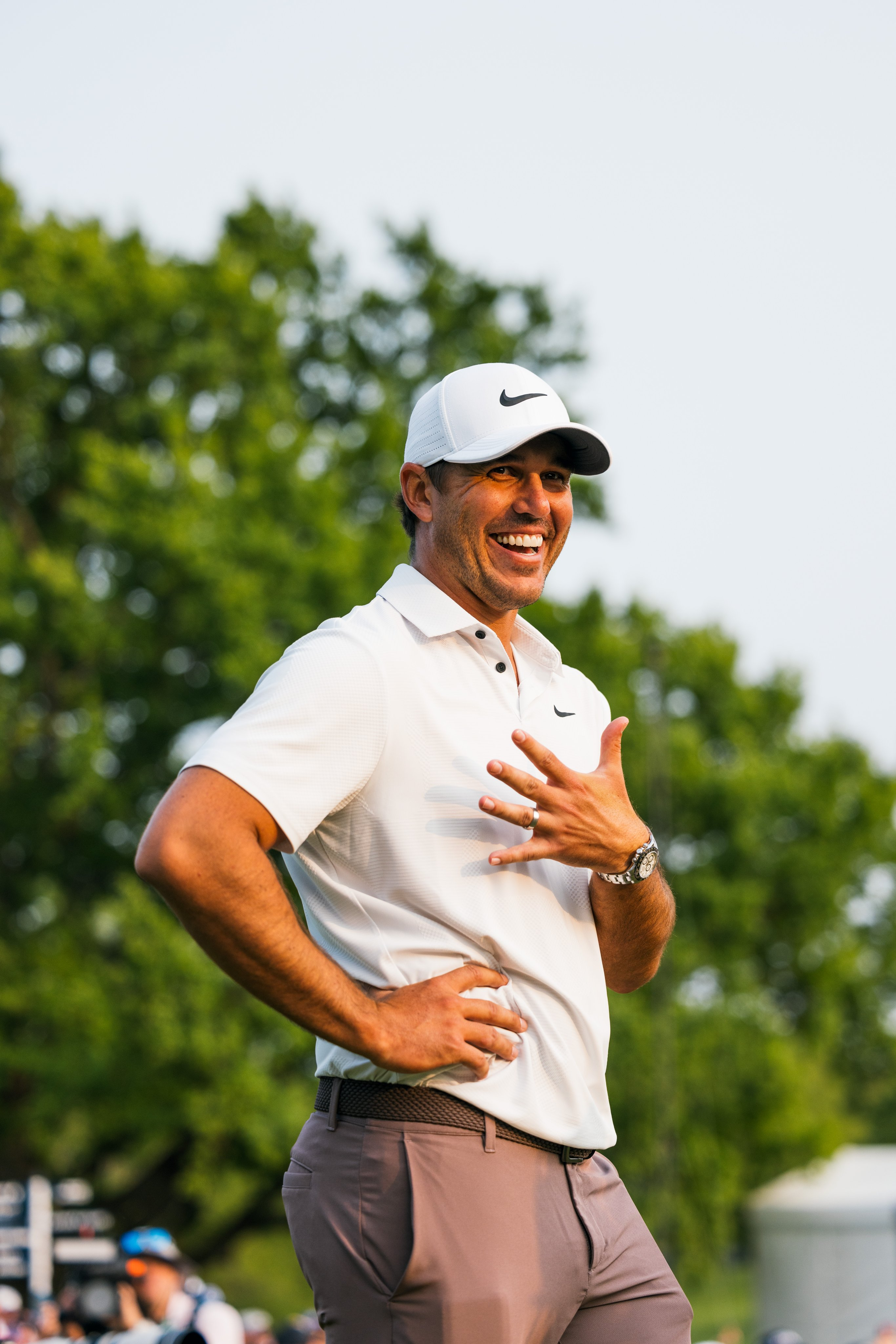
Brooks Koepka, vainqueur du PGA Championship en 2023.

Il commence sa saison 2019 sur le PGA Tour en remportant la CJ Cup en Corée du Sud, avec quatre coups d'avance sur le deuxième, Gary Woodland. Cette victoire lui permet d'occuper pour la première fois de sa carrière le premier rang mondial. Pour le premier tournoi majeur de la saison, le Masters d'Augusta, il termine à un coup du vainqueur, Tiger Woods, avec ses compatriotes Dustin Johnson et Xander Schauffele. Il remporte ensuite, sur le Black Course du Bethpage State Park, le championnat de la PGA (PGA Championship) pour la deuxième année consécutive, en devenant le premier joueur de l'histoire à terminer avec un score de 63 sur un premier tour de majeur, et de 128 à l'issue du  deuxième tour, terminant finalement le tournoi avec deux coups d'avance sur Dustin Johnson. Cette victoire lui permet de reprendre la place de numéro un mondial. Le mois de juin suivant, lors de l'US Open, il entame le dernier tour avec quatre coups de retard sur Gary Woodland, revenant plusieurs fois à un coup de ce dernier. il termine finalement deuxième à trois coups du vainqueur Gary Woodland.

## Victoires amateur (4)
- 2009 Rice Planters Amateur
- 2011 Brickyard Collegiate
- 2012 Seminole Intercollegiate, Florida Atlantic Intercollegiate

## Victoires Professionnelles (12)

### Victoires sur le PGA Tour (9)
| Legend                               |
| Tournois Majeurs (5)                 |
| Championnats du monde (1)            |
| Autres victoires sur le PGA Tour (3) |

| No. | Date             | Tournois                          | Score           | Rapport au par | Écart de victoire | Adversaire(s)                             |
| --- | ---------------- | --------------------------------- | --------------- | -------------- | ----------------- | ----------------------------------------- |
| 1   | 1er février 2015 | Waste Management Phoenix Open     | 71-68-64-66=269 | −15            | 1 coup            | Hideki Matsuyama Ryan Palmer Bubba Watson |
| 2   | 18 juin 2017     | US Open                           | 67-70-68-67=272 | −16            | 4 coups           | Brian Harman Hideki Matsuyama             |
| 3   | 17 juin 2018     | US Open (2)                       | 75-66-72-68=281 | +1             | 1 coup            | Tommy Fleetwood                           |
| 4   | 12 août 2018     | PGA Championship                  | 69-63-66-66=264 | −16            | 2 coups           | Tiger Woods                               |
| 5   | 21 octobre 2018  | CJ Cup                            | 71-65-67-64=267 | −21            | 4 coups           | Gary Woodland                             |
| 6   | 19 mai 2019      | PGA Championship                  | 63-65-70-74=272 | −8             | 2 coups           | Dustin Johnson                            |
| 7   | 28 juillet 2019  | WGC-FedEx. St-Jude Invitational   | 68-67-64-65=264 | −16            | 3 coups           | Webb Simpson                              |
| 8   | 7 février 2021   | Waste Management Phoenix Open (2) | 68-66-66-65=265 | −19            | 1 coup            | Lee Kyoung-hoon Xander Schauffele         |
| 9   | 21 mai 2023      | PGA Championship                  | 72-66-66-67=271 | −9             | 2 coups           | Viktor Hovland Scottie Scheffler          |

PGA Tour playoff record (0–1)
| No. | Année | Tournois          | Adveraire(s)  | Résultat                              |
| --- | ----- | ----------------- | ------------- | ------------------------------------- |
| 1   | 2016  | AT&T Byron Nelson | Sergio García | Perdu sur le premier trou de playoffs |

### Tour européen PGA (5)
| Légende                         |
| Tournois Majeur (4)             |
| Championnats du monde (1)       |
| Race to Dubai finals series (1) |
| Autres tournois européens (0)   |

| No. | Date             | Tournois                        | Score                 | Ecart de victoire | Adveraire(s)                  |
| --- | ---------------- | ------------------------------- | --------------------- | ----------------- | ----------------------------- |
| 1   | 16 novembre 2014 | Turkish Airlines Open           | −17 (69-67-70-65=271) | 1 coup            | Ian Poulter                   |
| 2   | 18 juin 2017     | US Open                         | −16 (67-70-68-67=272) | 4 coups           | Brian Harman Hideki Matsuyama |
| 3   | 17 juin 2018     | US Open (2)                     | +1 (75-66-72-68=281)  | 1 coup            | Tommy Fleetwood               |
| 4   | 12 août 2018     | PGA Championship                | −16 (69-63-66-66=264) | 2 coups           | Tiger Woods                   |
| 5   | 19 mai 2019      | PGA Championship                | −8 (63-65-70-74=272)  | 2 coups           | Dustin Johnson                |
| 6   | 28 juillet 2019  | WGC-FedEx. St-Jude Invitational | −16 (68-67-64-65=264) | 3 coups           | Webb Simpson                  |

### Challenge Tour (4)
| No. | Date                  | Tournois                       | Score                 | Ecart de victoire | Adversaire(s)                                       |
| --- | --------------------- | ------------------------------ | --------------------- | ----------------- | --------------------------------------------------- |
| 1   | Sep 30 septembre 2012 | Challenge de Catalunya         | −16 (68-67-65=200)    | 3 strokes         | Alessandro Tadini                                   |
| 2   | 5 mai 2013            | Montecchia Golf Open           | −23 (66-67-62-66=261) | 7 strokes         | Agustin Domingo                                     |
| 3   | 2 juin 2013           | Fred Olsen Challenge de España | −24 (64-66-64-66=260) | 10 strokes        | Luis Claverie Édouard Dubois Bernd Ritthammer       |
| 4   | 23 juin 2013          | Scottish Hydro Challenge       | −18 (70-66-62-68=266) | 3 strokes         | An Byeong-hun Andrea Pavan, Steven Tiley Sam Walker |

### Japan Golf Tour (2)
| No. | Date             | Tournois                      | Score                 | Ecart de victoire | Adversaire(s)                                   |
| --- | ---------------- | ----------------------------- | --------------------- | ----------------- | ----------------------------------------------- |
| 1   | 20 novembre 2016 | Dunlop Phoenix Tournament     | −21 (65-70-63-65=263) | 1 stroke          | Yuta Ikeda                                      |
| 2   | 19 novembre 2017 | Dunlop Phoenix Tournament (2) | −20 (65-68-64-67=264) | 9 strokes         | Lee Sang-hee Prayad Marksaeng Xander Schauffele |

## Championnats majeurs

### Victoires (5)
| Date         | Tournoi          | Score après 54 trous          | Score                 | Margin    | Finaliste(s)                     |
| ------------ | ---------------- | ----------------------------- | --------------------- | --------- | -------------------------------- |
| juin 2018    | US Open          | 1 coup de retard sur la tête  | −16 (67-70-68-67=272) | 4 strokes | Brian Harman Hideki Matsuyama    |
| 17 juin 2018 | US Open (2)      | Partage la tête               | +1 (75-66-72-68=281)  | 1 stroke  | Tommy Fleetwood                  |
| 12 août 2018 | PGA Championship | En tête avec 2 coups d'avance | −16 (69-63-66-66=264) | 2 strokes | Tiger Woods                      |
| 19 mai 2019  | PGA Championship | En tête avec 7 coups d'avance | −8 (63-65-70-74=272)  | 2 strokes | Dustin Johnson                   |
| 21 mai 2023  | PGA Championship | En tête avec 2 coups d'avance | −9 (72-66-66-67=271)  | 2 strokes | Scottie Scheffler Viktor Hovland |

### Chronologie
| Tournoi          | 2012 | 2013 | 2014 | 2015 | 2016 | 2017 | 2018 | 2019 | 2020  | 2021 |
| ---------------- | ---- | ---- | ---- | ---- | ---- | ---- | ---- | ---- | ----- | ---- |
| Masters          |      |      |      | T33  | T21  | T11  |      | T2   | T7    | CUT  |
| US Open          | CUT  |      | T4   | T18  | T13  | 1    | 1    | 2    |       | T4   |
| Open britannique |      | CUT  | T67  | T10  |      | T6   | T39  | T4   | n/a 1 | T6   |
| PGA Championship |      | T70  | T15  | T5   | T4   | T13  | 1    | 1    | T29   | T2   |

- Victoire
- Top 10
- Did not play, non disputé
- CUT : éliminé après les deux premiers tours d'un tournoi
- T : Place partagée

1 Tournoi annulé en raison de la pandémie de Covid-19.

### Résumé
| Tournoi          | Victoires | 2e | 3e | Top-5 | Top-10 | Top-25 | Nbre de participation | Cuts réussis |
| ---------------- | --------- | -- | -- | ----- | ------ | ------ | --------------------- | ------------ |
| Masters          | 0         | 1  | 0  | 1     | 2      | 3      | 6                     | 5            |
| US Open          | 2         | 1  | 0  | 4     | 4      | 6      | 7                     | 6            |
| Open britannique | 0         | 0  | 0  | 1     | 3      | 3      | 6                     | 5            |
| PGA Championship | 3         | 1  | 0  | 4     | 4      | 6      | 8                     | 8            |
| Totaux           | 5         | 2  | 0  | 10    | 13     | 18     | 27                    | 24           |

### Résultats auChampionnat du monde
| Tournoi             | 2015 | 2016 | 2017 | 2018 | 2019 | 2020  | 2021 |
| ------------------- | ---- | ---- | ---- | ---- | ---- | ----- | ---- |
| Mexico Championship | T17  | T23  | T48  |      | T27  |       | T2   |
| Match Play          | T17  | QF   | R16  |      | T56  | n/a 1 |      |
| Invitational        | T6   | WD   | T17  | 5    | 1    | T2    |      |
| Champions           |      | T40  | T2   | T16  |      | n/a 1 |      |

- Victoire
- Top 10
- Did not play
- T : Place partagée

1 Tournoi annulé en raison de la pandémie de Covid-19.

QF, R16, R32, R64 = Tour lors duquel il a été éliminé

WD = Forfait